# David Bowie (Album)
David Bowie ist das Debütalbum von David Bowie. Es erschien am 1. Juni 1967 bei Deram Records. Die Musik ist noch wenig mit derjenigen zu vergleichen, die ihn später berühmt machte, sondern changiert zwischen Folk Rock, Popmusik und Music Hall.

## Entstehung
Das Album wurde von Bowie selbst geschrieben und mit Mike Vernon vom November 1966 bis zum Februar 1967 in den Decca Studios in London aufgenommen. Vor dem Erscheinen im Juni 1967 wurden bereits zwei Singles veröffentlicht, Rubber Band/London Boys im Dezember 1966 und The Laughing Gnome/The Gospel According to Tony Day im April 1967.

## Rezeption
Roy Carr und Charles Shaar Murray vom NME schrieben: „a listener strictly accustomed to David Bowie in his assorted '70s guises would probably find this debut album either shocking or else simply quaint“. Allmusic.com vergab 2,5 von 5 Sternen. Dave Thompson schrieb: „...though this material has been repackaged with such mind-numbing frequency as to seem all but irrelevant today, David Bowie still remains a remarkable piece of work.“
In Band 1 seiner Buchreihe Rock vergibt das Magazin eclipsed für das Werk die niedrigste Kategorie Fehlkauf. Das Album landet in der Gesamtschau aller Bowie-Alben in dieser Publikation auf Platz 22.

## Titelliste
Alle Titel wurden von David Bowie geschrieben.
1. Uncle Arthur – 2:07
2. Sell Me a Coat – 2:58
3. Rubber Band – 2:17
4. Love You Till Tuesday – 3:09
5. There Is a Happy Land – 3:11
6. We Are Hungry Men – 2:58
7. When I Live My Dream – 3:22
8. Little Bombardier – 3:24
9. Silly Boy Blue – 3:48
10. Come and Buy My Toys – 2:07
11. Join the Gang – 2:17
12. She's Got Medals – 2:23
13. Maid of Bond Street – 1:43
14. Please Mr. Gravedigger – 2:35